# Cheilotrichia (Cheilotrichia) cinerea
Cheilotrichia (Cheilotrichia) cinerea is een tweevleugelige uit de familie steltmuggen (Limoniidae). De soort komt voor in het Palearctisch gebied.